# Lågstil
Lågstil (latin: Genus humile) är en av tre språkliga stilnivåer inom retoriken och utmärks av vardagligt språk med få retoriska stilfigurer som inte lämnar mycket rum åt det oklara; de övriga två är mellanstilen och högstilen. Lågstilen är bäst lämpad för kommunikation som kräver tydlighet och endast avser att förmedla information. Vanliga exempel är vetenskapliga texter och diskurs samt didaktisk litteratur.

## Beskrivning

### Delarna inom stilarten
Till skillnad från mellanstilen, och speciellt högstilen, omfattar lågstilen få retoriska stilfigurer och använder sig av en mycket lägre grad av utsmyckning. Stilen är särskilt kopplad till de retoriska termerna logos, som i detta fall berör argumentation och information, och docere, som innebär att lära ut. Den låga stilen omfattar språk som är vardagligt funnet och förstått av allmänheten. När språket blir allt för svulstigt och uppstyltat, fyllt med stilfigurer, ornament och troper lämnas den låga stilen bakom och övergår istället till mellanstilen eller högstilen. Men blir språket alltför fyrkantigt och torftigt så riskerar stilnivån att sjunka till vad det kända retoriska verket ad herennium kallar för genus exile. En språkstil så pass kortfattad att den riskerar att tappa sin tydlighet.

### Användningsområden
Då den låga stilen syftar till att vara klar och tydlig är den bättre lämpad för vissa avseenden än andra. Främst används den låga stilen inom vetenskap och didaktik då det inom dessa områden krävs tydlighet för att mottagaren skall förstå sig på innehållet. Andra områden som också kan omfatta den låga stilen är brev, essäer och dagböcker. Men även inom konstformer som komedi och satir är den låga stilen användbar för att inte riskera att innehållet förbigår eller flyger över huvudet på publiken. Mer tydligt kan man finna den låga stilen inom talgenren genus judiciale, där tvetydighet i språket kan ha allvarliga konsekvenser.

### Exempel
Vidare exempel av lågstilens användning finns i uppslagsverk och lexikon, läroböcker och vetenskapsartiklar, pressmeddelanden och nyheter, informationsblad och eventaffischer samt kokböcker och instruktionsmanualer. Dessa former av media syftar sällan till att väcka starka känslor eller skapa intryck, utan avser endast att förmedla information.
Men den låga stilen förekommer även i den vardagliga konversationen. Till exempel när man beställer mat på en restaurang, berättar om gårdagen eller planerna inför helgen, frågar någon om information eller bara yttrar sig om det rådande vädret.

## Historia
Under medeltiden och framåt förbands de tre stilnivåerna till mer avskilda och statiska definitioner. Lågstilen förknippades särskilt med "det folkliga, komiska och låga" medan högstilen förknippades med "allvarlig och heroisk retorik" och mellanstilen med "mer 'borgerligt' resonerande innehåll".
Under denna tid fick de tre stilnivåerna en mer ideologisk funktion, anknuten till en specifik samhällsklass. Föreställningar om att högre ständer och klasser skulle använda ett mer högstilistiskt språkbruk och lägre ständer och klasser ett mer lågstilistiskt språkbruk omformade definitionen av stilnivåerna från den klassiska romerska definitionen.
I modern tid förefaller den klassiska definitionen om stilnivåernas språkliga bruk mer användbar än den definition som existerade mer utbrett under medeltiden. Enligt romersk retoriklära hänger de tre stilnivåerna ihop med talarens tre plikter, Docere, Movere och Delectare, och får på så sätt sin egen unika funktion och plats i språkbruket. Denna klassiska definition frigör stilnivåerna från medeltidens mer begränsande definition.